# Cataetyx bruuni
Cataetyx bruuni is een straalvinnige vissensoort uit de familie van naaldvissen (Bythitidae). De wetenschappelijke naam van de soort is voor het eerst geldig gepubliceerd in 1963 door Nielsen & Nybelin.